# شهرستان آرتیوموفسکی
شهرستان آرتیوموفسکی (به لاتین: Artyomovsky District) یک شهرستان در روسیه است که در استان سوردلوفسک واقع شده‌است.